# Osceola (Iowa)
Osceola – miasto w Stanach Zjednoczonych, w stanie Iowa, siedziba hrabstwa Clarke. W 2000 liczyło 4 659 mieszkańców.